# Most im. Józefa Piłsudskiego w Nowym Sączu
Most im. Józefa Piłsudskiego w Nowym Sączu, zwany potocznie mostem heleńskim – most drogowy przez rzekę Dunajec w Nowym Sączu. Jest to jedna z dwóch przepraw drogowych przez rzekę łącząca dzielnicę Helena i gminę Chełmiec z Nowym Sączem (druga to Most im. św. Kingi w ciągu obwodnicy Starego Sącza).

## Historia
Pierwotnie przez rzekę Dunajec w Nowym Sączu przebiegał drewniany most drogowy wybudowany u schyłku XIX wieku, który został wysadzony 18 stycznia 1945 przez wycofujące się jednostki niemieckie. Kilka dni po zajęciu miasta przez oddziały Armii Czerwonej obok zniszczonego mostu wojska inżynieryjne wybudowały tymczasową, drewnianą przeprawę. Przetrwała ona zaledwie kilka tygodni, gdy wskutek nagłego ocieplenia i gwałtownego wzrostu poziomu i prądu wody została zniszczona. W marcu 1945 władze miasta postanowiły zrealizować nową, doraźną przeprawę dokładnie w miejscu wysadzonej pierwotnej konstrukcji, z wykorzystaniem jej zachowanych elementów kratowych oraz filarów. Obiekt ten wykonany był ze stali, posiadał charakterystyczne trzy przęsła w formie łuków i był użytkowany aż do czasu ukończenia betonowej przeprawy (tj. do czerwca 1959).

Z uwagi na fatalny stan techniczny w 2010 roku wprowadzono ograniczenie do 15 ton dopuszczalnej masy całkowitej przejeżdżających pojazdów. W tym samym roku w styczniu władze miasta złożyły wniosek o pozwolenie na budowę nowej przeprawy drogowej przez Dunajec. Koszt budowy nowej przeprawy (łącznie z wyburzeniem starej i zapewnieniem przejścia dla pieszych) szacowany jest na około 50 mln PLN. Pod koniec roku przeprowadzono naprawę dylatacji i remont nawierzchni mostu. W lutym 2017 Nowy Sącz otrzymał 77 mln zł dofinansowania na budowę nowego mostu z układem komunikacyjnym po obu stronach Dunajca. Będzie to największa drogowa inwestycja w Nowym Sączu od wielu lat. Dzięki staraniom władz miasta udało się pozyskać dodatkowe 15 mln zł, dzięki czemu finansowanie ze środków zewnętrznych wyniosło aż 83 mln zł. Całkowity kosz inwestycji to 98 mln zł. 7 maja 2018 zamknięto most i rozpoczęto przygotowania do jego rozbiórki, która rozpoczęła się 10 maja 2018. Pod koniec czerwca rozpoczęto budowę nowej przeprawy. Pierwotny termin zakończenia prac upłynął 31 grudnia 2018 roku. Nowa przeprawa ma zostać oddana w maju 2019.

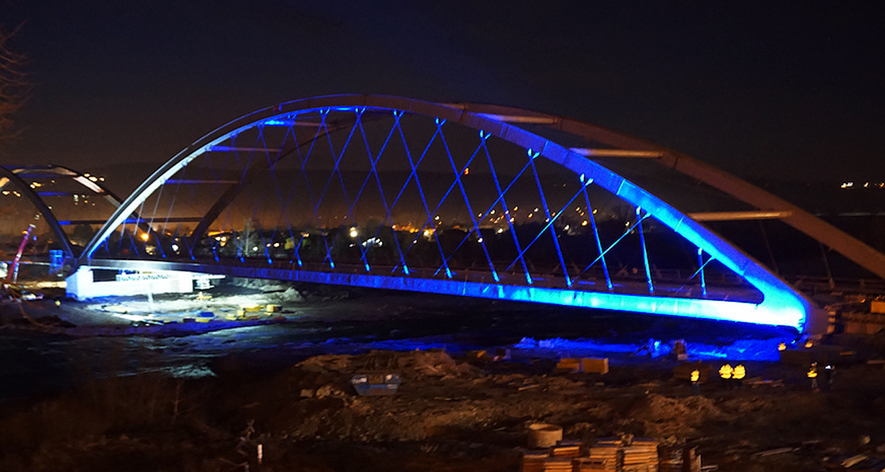
Nowy most heleński w Nowym Sączu